# Monumento conmemorativo a Taras Shevchenko
El Monumento conmemorativo a Taras Shevchenko (en inglés, Taras Shevchenko Memorial) es una estatua de bronce y un muro adornado con relieves de piedra ubicado en la cuadra 2200 de P Street NW en el vecindario Dupont Circle de Washington D. C. (Estados Unidos). Es uno de los muchos monumentos en esa ciudad que honran a los héroes extranjeros que simbolizan la libertad en sus países de origen. El monumento rinde homenaje a Taras Shevchenko, un poeta y artista ucraniano que influyó en el desarrollo de la literatura ucraniana moderna.
El comité para construir el monumento incluyó al expresidente de los Estados Unidos, Harry S. Truman, como director honorario. La oposición a la instalación del monumento fue encabezada por The Washington Post. Fue dedicado en 1964, el 150 aniversario del nacimiento de Shevchenko. Entre los dignatarios de la ceremonia de inauguración se encontraban destacados ucranianos estadounidenses, el expresidente Dwight D. Eisenhower, miembros del Congreso y actores de Hollywood.
Esculpida por Leo Mol, la estatua es uno de los dos monumentos ucranianos en la capital de la nación. El segundo, un monumento a las víctimas ucranianas de la hambruna de 1932-1933, se completó en 2015. El gobierno federal mantiene el monumento y el parque que lo rodea.

## Historia

### Contexto

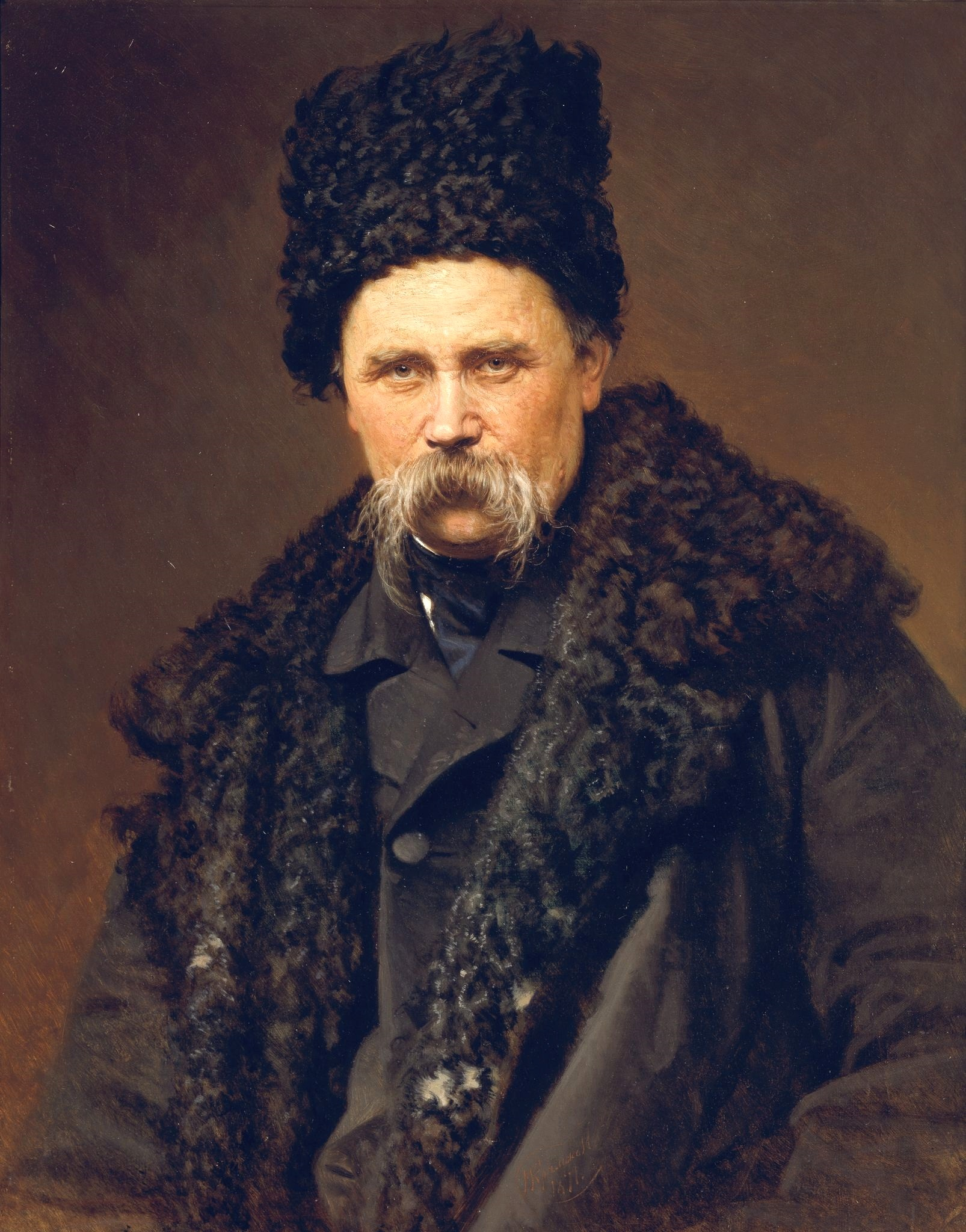
Retrato de Taras Shevchenko por Ivan Kramskoi

Además de sus numerosos monumentos conmemorativos y monumentos que rinden homenaje a estadounidenses famosos, Washington D. C. alberga muchas obras de arte en honor a héroes extranjeros. Los ejemplos en Dupont Circle incluyen monumentos en honor a Mohandas Karamchand Gandhi de India, Tomáš Garrigue Masaryk de Checoslovaquia y Lajos Kossuth de Hungría. La idea de un monumento estadounidense en honor a Shevchenko comenzó con la Sociedad Estadounidense Shevchenko, fundada en 1898. Aunque los esfuerzos del grupo nunca llegaron a buen término, los estadounidenses ucranianos continuaron persiguiendo el objetivo. Un punto de inflexión fue cuando el profesor Ivan Dubrovsky escribió un artículo en Svoboda titulado "A favor de un monumento a Shevchenko en Washington D. C.", solicitando el apoyo de la Sociedad Científica Shevchenko y el Comité del Congreso Ucraniano de América (UCCA). Miles de ucranianos estadounidenses enviaron cartas a los miembros del Congreso, mientras que Lev Dobriansky, un economista ucraniano estadounidense y activista anticomunista, se convirtió en un destacado defensor y cabildero para erigir un monumento en honor a Shevchenko. Los activistas finalmente ganaron el apoyo del senador Jacob K. Javits de Nueva York y el representante Alvin Morell Bentley de Míchigan. Javits dijo que "Taras Shevchenko era un bardo de la libertad... Es apropiado que la estatua de tal héroe nacional, que enseñó los ideales estadounidenses de patriotismo y servicio al hombre, esté en la capital", y Bentley declaró: "Al erigir una estatua de Taras Shevchenko en Washington, los Estados Unidos dará plena expresión a su comprensión y aprecio por Taras Shevchenko y todo lo que significa para el valiente y noble pueblo ucraniano".
En abril de 1960, mientras circulaba en la Cámara de Representantes un proyecto de ley que autorizaba la erección de la estatua, funcionarios del Servicio de Parques Nacionales y del Departamento del Interior presentaron una queja ante el comité de Administración de la Cámara sobre la cantidad de monumentos que se estaban construyendo en Washington D. C.. el proyecto de ley fue pospuesto posteriormente. Posteriormente, la resolución fue aprobada por unanimidad por la Cámara de Representantes en junio, seguida por el Senado en agosto. El 13 de septiembre de 1960, el presidente de los Estados Unidos, Dwight D. Eisenhower, firmó la Ley Pública 86-749, que autoriza la construcción del monumento a Shevchenko. La resolución decía en parte:

Considerando que en toda Europa del Este, en el siglo pasado y este, el nombre y las obras de Taras Shevchenko reflejaron brillantemente las aspiraciones del hombre por la libertad personal y la independencia nacional; y

Considerando que Shevchenko, el poeta laureado de Ucrania, se inspiró mucho en nuestra gran tradición estadounidense de luchar contra la ocupación imperialista y colonial de su tierra natal; y

Considerando que en muchas partes del mundo libre se celebrarán celebraciones del centenario de Shevchenko durante 1961 en honor de este inmortal campeón de la libertad; y

Considerando que, en nuestra capacidad moral como hombres libres en una nación independiente, nos corresponde simbolizar tangiblemente los lazos espirituales inseparables unidos en los escritos de Shevchenko entre nuestro país y la nación de cuarenta millones de Ucrania:...

En septiembre de 1960, el presidente de UCCA, Dobriansky, ayudó a establecer el monumento Committee of America, Inc. Estaba encabezado por Dobriansky, el presidente del Consejo General de las sociedades de Shevchenko, Roman Smal-Stocky, y el presidente de la Academia Libre de Ciencias de Ucrania en los EE. UU., George Shevelov, con el expresidente Harry S. Truman como director honorario. Más tarde ese año se anunció un concurso de diseño con uno de los requisitos que era "el público en general para ver al poeta representado en su juventud". Se presentaron diecisiete diseños de esculturas y el 14 de julio de 1962, el comité eligió por unanimidad el de Leonid Molozhanyn (Leo Mol), un canadiense ucraniano que esculpiría obras en varios países representando a Shevchenko. Mol recibió 1500 dólares por ganar la competencia, mientras que dos artistas del segundo lugar recibieron 1000 dólares cada uno, y dos artistas del tercer lugar pagaron 750 dólares cada uno. El costo total del monumento fue de alrededor de 250 000 dólares, que fue pagado por la UCCA y las donaciones realizadas por más de 50 000 personas, en su mayoría ucraniano-estadounidenses. El diseño y el diseño del sitio conmemorativo fueron aprobados por la Comisión de Bellas Artes en abril de 1963. El sitio fue diseñado por el arquitecto Radoslav Zuk y el contratista fue M. Cain Company. La mampostería fue proporcionada por Jones Brother Company, mientras que la talla fue completada por Vincent Illuzzi.
La elección de Shevchenko como tema para una estatua no estuvo exenta de controversia. Los opositores, como el consejo editorial de The Washington Post, argumentaron que "el poeta ucraniano es conocido solo por unos pocos estadounidenses, es el ídolo del Partido Comunista Soviético, es antisemita y antipolaco ". Después de la publicación del editorial fuertemente redactado, hubo una avalancha de respuestas airadas, incluso de miembros del Congreso como los Representantes Thaddeus J. Dulski de Nueva York y Ed Derwinski de Illinois. Derwinski dijo que erigir un monumento a Shevchenko parecía apropiado en comparación con algunas de las otras estatuas de la ciudad, como las que honran a Dante, Edmund Burke y José de San Martín.
Después de que más de 2000 personas se reunieran en el sitio conmemorativo para la ceremonia de inauguración el 21 de septiembre de 1963, hubo repetidos llamados durante los siguientes meses para que se desecharan los planes conmemorativos. En noviembre, un miembro de la Comisión Nacional de Planificación de la Capital, que debía aprobar la estatua según la resolución del Congreso, pidió la cancelación del memorial. Al mes siguiente, el secretario del Interior, Stewart Udall, dijo que quería revisar los planes para construir el monumento. Los intentos de descarrilar el proyecto finalmente fracasaron cuando los planificadores de capital dijeron que carecían de la autoridad para detener la construcción de la estatua.
Inicialmente, los funcionarios de la Unión Soviética, incluida la embajada soviética y los representantes de la República Socialista Soviética de Ucrania en las Naciones Unidas, se opusieron al monumento y exigieron que el Departamento de Estado cancelara los planes. Finalmente aceptaron la idea y la embajada soviética solicitó participar en la dedicación del monumento. Sin embargo, esto no ocurrió porque la inscripción del monumento fue "redactada cuidadosamente por los patrocinadores de la estatua para avergonzar a la Unión Soviética y disuadir a las delegaciones soviéticas de colocar coronas de flores en el monumento".

### Dedicación
La estatua, fundada por Bedi-Rassy Art Foundry, fue colocada en su pedestal el 3 de junio de 1964. La ceremonia de dedicación conmemorativa tuvo lugar unas semanas después, el 27 de junio. Las festividades de un día de duración incluyeron conciertos en el Salón de la Constitución de DAR y una procesión de unas 35 000 personas de ascendencia ucraniana, muchas de ellas vestidas con ropa nativa, que marcharon desde Ellipse hasta el sitio conmemorativo. Los participantes del desfile, que llegaban en autobuses y autos decorados con calcomanías, banderas y letreros azules y amarillos, se habían estado reuniendo desde temprano en la mañana. Dirigidos por el coronel William Ryback, todos los participantes tardaron cuatro horas en marchar frente a la Casa Blanca, al oeste por Avenida Pensilvania y al norte por 23rd Street hasta el sitio conmemorativo.
Aproximadamente 100 000 personas asistieron a la ceremonia, incluidas delegaciones de Argentina, Australia, Bélgica, Canadá, Francia, Alemania y el Reino Unido, así como representantes del gobierno de y embajadores extranjeros. Además de Leo Mol, los dignatarios que asistieron incluyeron a los siguientes: Stepan Vytvytskyi, presidente de la República Popular de Ucrania en el exilio; el presidente de la UCCA, Dobriansky, y otros líderes de organizaciones estadounidenses de origen ucraniano, como el presidente de la Asociación Nacional de Ucrania, Joseph Sawyer, los arzobispos Ambrose Senyshyn y Mstyslav Skrypnyk; los representantes estadounidenses Derwinski, Dulski, Michael A. Feighan de Ohio y Daniel J. Flood de Pensilvania.
La ceremonia fue inaugurada por Dobriansky seguida de una interpretación del himno nacional de los Estados Unidos, The Star-Spangled Banner. Senyshyn luego leyó la invocación en inglés y ucraniano y Roman Smal-Stocki, presidente del comité conmemorativo, habló sobre el significado del monumento. Quizás el asistente más destacado fue el expresidente de los Estados Unidos, Eisenhower, quien fue elegido para inaugurar la estatua. Antes de hacerlo, Eisenhower fue vitoreado durante varios minutos mientras la multitud coreaba "¡Nos gusta Ike!" Después de un discurso de 12 minutos, Eisenhower descubrió la estatua, calificó a Shevchenko de héroe ucraniano y declaró: "Porque mi esperanza es que su magnífica marcha desde la sombra del Monumento a Washington hasta el pie de la estatua de Shevchenko encienda aquí un nuevo mundo". movimiento en los corazones, mentes, palabras y acciones de los hombres; un movimiento sin fin dedicado a la independencia y libertad de los pueblos de todas las naciones cautivas del mundo entero". También dijo que la estatua representaba a "millones de oprimidos" en Europa del Este y "les da un estímulo constante para luchar por siempre contra la tiranía comunista, hasta que un día se logre la victoria final, como seguramente será". Después de la inauguración, las Sociedades Corales Ucranianas de América dirigieron a la multitud en una interpretación musical del poema Testamento de Shevchenko. Luego, varios representantes estadounidenses pronunciaron discursos adicionales y el arzobispo Ioan Theodorovych de la Iglesia ortodoxa ucraniana pronunció la bendición. La ceremonia concluyó con la multitud cantando el himno nacional de Ucrania, Shche ne vmerla Ukraina (en español: Ucrania aún no ha muerto).

### Historia posterior
Una urna de acero inoxidable que contenía tierra de la tumba de Shevchenko se instaló en la base del monumento en mayo de 1965. En la base también se instaló un libro conmemorativo que incluye una breve historia del monumento, una lista de los donantes del fondo conmemorativo y otros documentos relacionados con el sitio. El monumento fue el sitio de manifestaciones de protesta realizadas por estadounidenses ucranianos que se oponían a las políticas de la Unión Soviética. Se ha descrito como "un símbolo de la independencia de Ucrania y un punto de reunión de la comunidad ucraniano-estadounidense". Los dignatarios ucranianos todavía visitan el monumento, como el presidente Viktor Yushchenko, quien depositó una ofrenda floral en la estatua en abril de 2005. Sviatoslav Shevchuk, jefe de la Iglesia greco-católica ucraniana de Ucrania, y Olexander Motsyk, embajador de Ucrania en los Estados Unidos, visitaron el sitio en 2014. El sitio conmemorativo es administrado por el Servicio de Parques Nacionales, una agencia federal del Departamento del Interior.

### Segundo monumento ucraniano
En 2006, el Congreso de los Estados Unidos aprobó un monumento en honor a los millones de ucranianos que murieron como resultado del Holodomor de 1932-1933, una hambruna provocada por la Unión Soviética. El sitio conmemorativo está ubicado en un lote triangular en Massachusetts Avenue NW cerca de Union Station. El 2 de diciembre de 2008, se llevó a cabo una ceremonia de dedicación en el futuro sitio del Memorial Holodomor, con la entonces primera dama de Ucrania, Kateryna Yushchenko, entre los oradores. Dedicado formalmente el 7 de noviembre de 2015, es el segundo monumento en Washington D. C. para honrar a las víctimas del comunismo, el otro es el Monumento a las Víctimas del Comunismo, también ubicado cerca de Union Station.

## Diseño y ubicación

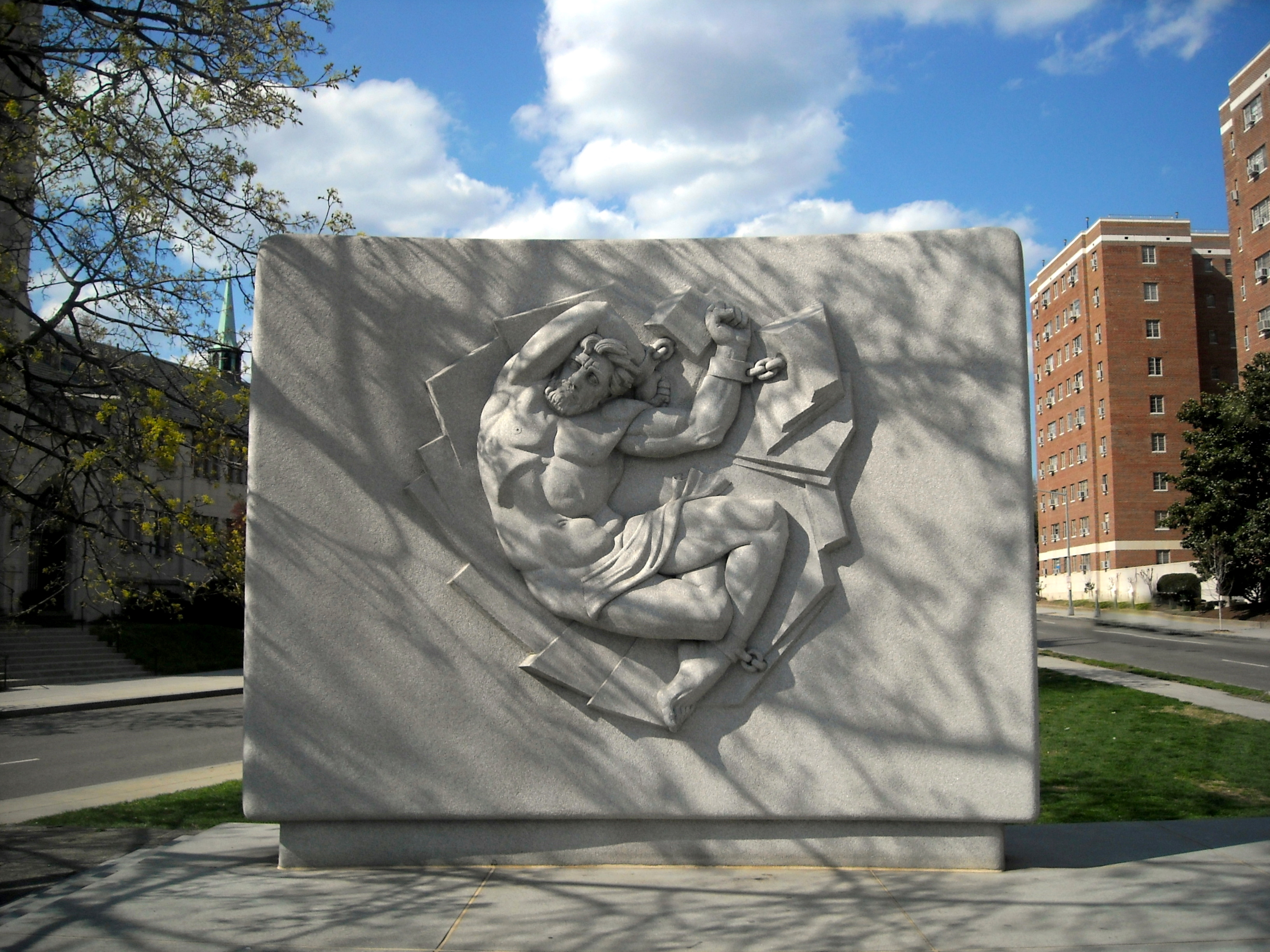
La pared de granito y el relieve de Prometeo.

El monumento está ubicado en medio de un parque triangular, delimitado por P Street (sur) y 22nd Street (este y oeste) NW, al otro lado de la calle de Church of the Pilgrims y a una cuadra de Rock Creek Park. Consiste en una estatua de bronce sobre una base de granito de Vermont junto a una pared de granito de Vermont con relieve. La estatua mide aproximadamente 4,27 m de alto, 1,43 m de ancho y 1,40 m de largo mientras que la base mide aproximadamente 2,13 m de alto. La estatua, que mira hacia el sur, representa a Shevchenko vistiendo un traje largo y dando un paso adelante mientras su mano izquierda sostiene la solapa de su chaqueta. Su mano derecha ligeramente abierta apunta hacia abajo y cuelga a su lado. Shevchenko también se representa como un adulto de mediana edad con cabello corto y ondulado y bigote. El relieve representa al dios griego mártir Prometeo. La estatua y el muro están sobre una plataforma de cuatro escalones rodeada por una plaza de piedra.
Las inscripciones en el monumento incluyen varios textos.